# Giancarlo Petaccia
Giancarlo Petaccia Fasce (né le 23 août 1968 à Santiago) est un journaliste, présentateur de télévision et animateur de radio chilien.

## Filmographie à la télévision

### Programmes
| Année     | Émission                         | Rôle                   | Chaîne         |
| --------- | -------------------------------- | ---------------------- | -------------- |
| 1997-1999 | Teletour                         | Animateur              | La Red         |
| 2000      | Preselección Chilena para la OTI | Animateur              | Canal 13       |
| 2000      | La mañana del 13                 | Journaliste / Reporter | Canal 13       |
| 2002-2006 | Primer Plano                     | Animateur              | Chilevisión    |
| 2006-2011 | Mira quién habla                 | Animateur              | Mega           |
| 2008      | Ellos están entre nosotros       | Animateur              | Mega           |
| 2010      | Vive Sudáfrica                   | Animateur              | Mega           |
| 2010      | Con la camiseta puesta           | Animateur              | Mega           |
| 2011      | Vive USA                         | Animateur              | Mega           |
| 2011-2012 | Secreto a voces                  | Animateur              | Mega           |
| 2011      | Morandé con compañía             | Animateur              | Mega           |
| 2012      | 1er Festival Viva Dichato        | Présentateur           | Mega           |
| 2012      | Mucho gusto                      | Animateur remplacement | Mega           |
| 2012      | Sábado por la Noche              | Animateur              | Mega           |
| 2013      | Buenos días a todos              | Lui-même - Invité      | TVN            |
| 2013      | Mujeres primero                  | Lui-même - Invité      | La Red         |
| 2014      | Alfombra Roja                    | Animateur              | Canal 13       |
| 2015      | De aquí no sale                  | Animateur              | UCV Télévision |

## Théâtre
- 2012 : Los indomanbles

## Radio
| Année     | Émission                 | Rôle                            | Station       |
| --------- | ------------------------ | ------------------------------- | ------------- |
| 2012-2013 | De Todo con Candela      | Animateur                       | Candela FM    |
| 2015      | 4e Festival Dichato Vive | Présentateur (avec Pamela Díaz) | Radio Bío-Bío |

### Sources
- (es) Cet article est partiellement ou en totalité issu de l’article de Wikipédia en espagnol intitulé « Giancarlo Petaccia » (voir la liste des auteurs).